# 米哈伊利夫卡 (克魯佩齊市鎮)
50°9′38″N 25°22′27″E / 50.16056°N 25.37417°E
米哈伊利夫卡（烏克蘭語：Михайлівка）是位於烏克蘭西北部的村莊，由羅夫諾州杜布諾區的克魯佩齊市鎮負責管轄。該村始建於1785年，面積1.52平方公里，海拔高度228米，2001年人口565，人口密度每平方公里371.71人。